# Ду (фамилия)

Иероглиф клана Ду (杜)

Ду — китайская клановая фамилия, основное значение иероглифа — «груша» (ср.: порт. Перейра, рус. Грушин).
Вьетнамское произношение — Đỗ. Корейское произношение — Ту.

## Известные Ду
- Ду Гуантин (850—933) — даос.
- Ду Фу (712—770, 杜甫) — китайский поэт эпохи Тан.
- Ду Цинхуа (杜庆华, известен также как DU QH, 1919—2006) — китайский физик, один из пионеров аэронавтики и космического материаловедения в Китае.
- Ду Юймин (1904—1981, 杜聿明) — китайский военный деятель.
- Ду Юэшэн (1888—1951) — китайский гангстер.